# Polydor Records
Polydor Records je britské hudební vydavatelství patřící do rodiny Universal Music Group, divize A&M Records.
Firma byla založena roku 1924 v Německu jako nezávislá gramofonová nahrávací společnost. Po první světové válce došlo k rozdělení na britskou a německou část, v současné době existuje i americká divize. Mezi kapely, které mají nyní s vydavatelstvím uzavřenou smlouvu patří např. Kaiser Chiefs, Klaxons, 50 Cent, Take That a americká Lana Del Rey. U Polydoru v minulosti vydávali třeba Karel Gott, Bee Gees, The Beatles anebo ABBA.

## Hudebníci
- Mabel
- Atlanta Rythm Section
- Blind Faith
- Sarah Brightmanová
- James Brown
- Ian Brown
- Miquel Brown
- Buckingham Nicks
- Roy Buchanan